# David Stuart Lane
David Stuart Lane (* 24. April 1933) ist ein britischer Soziologe.

## Leben
Er studierte an der University of Birmingham und am Nuffield College in Oxford. 
Lane lehrte an der University of Birmingham, wo er Professor für Soziologie war, und an der University of Essex. Er war Gastprofessor an den Universitäten Cornell, Odense, Harvard, Sabanci (Istanbul), Graz und dem Kennan Institute (Washington, D.C.). Er ist emeritierter Fellow des Emmanuel College der Universität Cambridge. 
Er ist Fellow der Academy of Social Sciences.
Seine Forschungsschwerpunkte sind Transformation, Globalisierung, „Varianten des Kapitalismus“, die Erweiterung der Europäischen Union und die Entstehung der Eurasischen Union.

## Schriften (Auswahl)
- The roots of Russian communism. A social and historical study of Russian social-democracy 1898–1907. London 1975, ISBN 0-85520-099-5.
- The socialist industrial state. Towards a political sociology of state socialism. London 1976, ISBN 0-04-320111-3.
- Leninism: a sociological interpretation. Cambridge 1981, ISBN 0-521-23855-2.
- Soviet society under perestroika. Boston 1990, ISBN 0-04-445166-0.